# Beetle Spur
Il Beetle Spur è uno sperone roccioso situato 2 miglia nautiche (4 km) a nord del Mount Patrick nel Commonwealth Range, catena montuosa che fa parte dei Monti della Regina Maud, in Antartide.
Scende digradando da una piccola vetta montuosa della catena nel fianco orientale del Ghiacciaio Beardmore. Lo sperone roccioso fu probabilmente avvistato per la prima dalla componente sud della Spedizione Nimrod nel 1908.
La denominazione è descrittiva dell'aspetto dello sperone visto da ovest, che ricorda l'aspetto di un coleottero o scarafaggio (beetle in lingua inglese) e fu suggerito dal geologo John Gunner, membro della spedizione geologica dell'Università statale dell'Ohio, che nel 1969-70 raccolse campioni di roccia di interesse geologico nella zona dello sperone roccioso.